# Gulose
Ne doit pas être confondu avec Glucose.
Le Gulose est un aldohexose (un hexose du type aldose), c'est un ose constitué d’une chaîne de 5 éléments carbone ainsi que d’une fonction aldéhyde.

## Chimie
Le D-gulose est un épimère du galactose C-3. Sa formule chimique est C6H12O6. 
Tant le D-et L-, les formes ne sont pas fermentescibles par la levure.
C'est un sucre qui existe sous la forme de sirops au goût sucré.  Il est soluble dans l'eau et légèrement soluble dans le méthanol.  
c’est à partir de l’acide glucarique, qu’il faut deviner la configuration du D-gulose. 
L'oxydation du L-gulose par un acide fort (comme l’acide nitrique) donne la même chose que l'oxydation du D-glucose: l'acide glucarique. 
L'oxydation du D-gulose par un acide fort (comme l’acide nitrique) donne la même chose que l'oxydation du L-glucose: l'acide glucarique symétrique. 
Dans l'eau à 22 °C, la forme tautomère  prédominante du D-gulose est la forme β-D-gulopyranose (81 %).
| Isomère du D-Gulose   | Isomère du D-Gulose    | Isomère du D-Gulose   |
| Forme linéaire        | Projection de Haworth  | Projection de Haworth |
| --------------------- | ---------------------- | --------------------- |
|                       | α-D-Gulofuranose < 1 % | β-D-Gulofuranose 3 %  |
| α-D-Gulopyranose 16 % | β-D-Gulopyranose 81 %  |                       |